# Бабюх, Эдвард
Э́двард Микола́й Ба́бюх (пол. Edward Mikołaj Babiuch; 28 декабря 1927, Грабоцин — 1 февраля 2021) — польский государственный и политический деятель времён Польской Народной Республики, в 1980 году — председатель правительства ПНР.

## Ранняя биография
Родился 28 декабря 1927 года близ города Бендзин (Силезское воеводство) в семье Миколая и Брониславы Бабюх. В середине 1940-х годов вступил в предшественницу ПОРП – Польскую рабочую партию. В 1949–1955 годах работал в аппарате Союза польской молодёжи.

## Партийная карьера
В 1953–1955 годах учился в партийной школе при ЦК ПОРП, позже учился в Варшавской школе экономики. В 1955–1958 работал инструктором, в 1958–1959 старшим инструктором организационного отдела ЦК ПОРП. В 1959–1963 годах секретарь и заведующий орготделом Варшавского воеводского комитета ПОРП.
В 1963–1965 годах заместитель заведующего организационным отделом ЦК, главный редактор ежемесячника «Жизнь партии». С 1964 года – член ЦК ПОРП.  В 1965–1970 годах заведующий орготделом ЦК. С 1969 по 1980 год был депутатом Сейма ПНР (V-VIII созывы), где руководил комиссией по народной обороне (1971-1972) и партийной фракцией ПОРП (1972-1980). 17 июня 1971 – 3 января 1981 был членом президиума Всепольского комитета Фронта единства народа.
В декабре 1970 года на балтийском побережье Польши развернулось массовое рабочее движение – против повышения цен в рамках экономической реформы. Протесты были жестоко подавлены армией и милицией, имелись человеческие жертвы. В недрах аппарата ЦК ПОРП созрел заговор по смещению инициатора болезненной реформы, первого секретаря ЦК Владислава Гомулки, который возглавили начальник административного отдела ЦК Станислав Каня, заместитель министра внутренних дел Францишек Шляхциц. Э. Бабюх принял в заговоре непосредственное участие – 18 декабря 1970 года он вместе с указанными лицами присутствовал на встрече с министром обороны Войцехом Ярузельским в Варшаве, где было объявлено о поддержке смещения Гомулки Советским Союзом, а также принято решение о начале активных действий. Однако Шляхциц и Каня позже ехидно вспоминали, что Бабюх в последнюю минуту отказался от визита к Э. Гереку, заявив, что у него болезнь желудка. 20 декабря 1970 года внеочередной пленум ЦК ПОРП избрал первым секретарём Эдварда Герека. На этом же пленуме Э. Бабюх был кооптирован в Политбюро (до сентября 1980) и избран секретарём ЦК (до февраля 1980).
С 28 марта 1972 входил в состав Государственного совета, 25 марта 1976 – 18 февраля 1980 был заместителем председателя Госсовета.

## В руководстве партии
В качестве секретаря ЦК ПОРП курировал кадровые вопросы, организацию деятельности партийного аппарата, проведение съездов и выборов. Имел репутацию опытного аппаратчика, доверенного лица Э. Герека. К 1974 году после отставки Ф. Шляхцица занял негласное второе место в партийной иерархии после Герека и третье – в государственной (после Герека, а также председателя правительства Петра Ярошевича). Без его согласия не принималось ни одного важнейшего решения. В 1974 году он выступил одним из инициаторов поправок в конституцию ПНР, которые вводили пост президента. Предполагалось, что этот пост займёт Герек, который передаст часть партийных полномочий Бабюху, однако из-за несогласия тогдашнего формального главы ПНР Генрика Яблоньского эта идея осталась нереализованной. Признаком высокого положения Э. Бабюха во властной иерархии было и то, что  во время визита в Москву его принимал генеральный секретарь ЦК КПСС Л. И. Брежнев. Однако расположением советской стороны он не пользовался — Брежнев советовал Гереку отправить Бабюха в отставку, на что польский генсек, однако, не пошёл.
Э. Бабюх не отличался склонностью к интригам, не проявлял властных амбиций, однако находился под влиянием С. Кани, который внушал Бабюху необходимость сместить Ярошевича.

## Краткосрочное премьерство

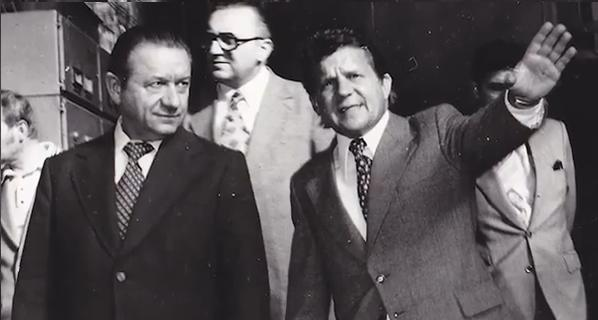
Эдвард Бабюх на предприятии Autosan

В конце 1970-х годов в Польше сложился тяжёлый экономический кризис, вызванный большой внешней задолженностью, непоследовательной экономической либерализацией, «перегревом экономики» от иностранных инвестиций. Э. Бабюх осознавал всю опасность ситуации и в октябре 1978 года заявил на одном из правительственных совещаний, что текущая экономическая ситуация не позволяет продолжать прежний курс на повышение благосостояния населения. В нарастании проблем в экономике он обвинил председателя правительства П. Ярошевича, против которого на протяжении 1979 года активно интриговал и неоднократно критиковал на заседаниях секретариата ЦК. В декабре 1979 года, заручившись поддержкой остальных членов политбюро, Бабюх поставил вопрос об отставке Ярошевича перед Гереком, который, однако, указал на отсутствие подходящей кандидатуры. От предложения возглавить правительство отказался генерал Ярузельский. Заместитель председателя правительства, опытный экономист Мечислав Ягельский по состоянию здоровья не смог бы исполнять премьерские обязанности.
В феврале 1980 года начал работу VIII съезд ПОРП, во время подготовки к которому центральной темой внутрипартийной дискуссии стал провал экономической политики кабинета Петра Ярошевича. Его отставка стала делом времени; как позже утверждал Э. Бабюх, переизбрание Ярошевича в партийные органы могло довести партию до раскола. Сам Бабюх принял активное участие в работе съезда, организовав «правильное» голосование местных парторганизаций. 11 февраля Герек принял группу первых секретарей воеводских комитетов партии, которые заявили, что не гарантируют прохождение Ярошевича в ЦК и политбюро. По воспоминаниям Э. Герека, действительным вдохновителем этой акции был именно Э. Бабюх, который позиционировал себя как человека, способного навести порядок в стране, достойного кандидата на пост главы правительства. Герек был вынужден согласиться с партийными функционерами, и Ярошевич не был переизбран в руководящие органы ПОРП. Бабюх и С. Каня заняли главенствующее положение в партии, Герек же, лишившись ближайшего соратника, практически оказался в политической изоляции.
18 февраля 1980 года Э. Бабюх был назначен председателем Совета министров ПНР. Не имея собственной экономической программы и опыта руководства органами исполнительной власти, он не смог адекватно ответить на лавинообразное нарастание трудностей в экономике, появление первых ростков общественного недовольства. Резко отрицательную оценку новому польскому премьеру дал глава советского правительства А. Н. Косыгин: «Он не разбирается ни в экономике, ни в руководстве правительством. Не понятно, что из этого получится. Меня это очень беспокоит». Деятельность Бабюха осложнялась очередным витком борьбы за власть в польском руководстве – на этот раз со своим бывшим соратником С. Каней, который претендовал на роль нового главы партии. Герек позже оценивал это противостояние как «борьбу с огнём», которое подорвало функционирование государства, «высвободило социальные силы, которые уничтожили нас всех».
На фоне экономического кризиса правительством в мае 1980 года было принято решение о подъёме цен на мясо. Новость об этом вызвала народное недовольство, в июле страну охватили забастовки. В этих условиях Бабюх отменил решение о подъёме цен, однако это уже не имело значения, протест перерастал в политический. Не сумев справиться с нарастанием кризисной ситуации, переросшей в массовые протесты, 24 августа 1980 года он был отправлен в отставку (считается, что в отставку он подал самостоятельно, после провального выступления по национальному телевидению), пробыв на посту премьера всего полгода и выведен из состава политбюро ЦК (8 октября был выведен из состава ЦК, 15 июля 1981 на IX съезде исключён из партии, в декабре 1980 по требованию пленума ЦК ПОРП сложил мандат депутата Сейма). По мнению Э. Герека, высказанному в его мемуарах «Прерванное десятилетие» «Бабюх на посту премьер-министра оказался полным недоразумением». Его сменил Юзеф Пиньковский.

## На пенсии
После введения в Польше 13 декабря 1981 года военного положения был интернирован, как и ряд бывших польских руководителей, на которых была возложена ответственность за кризис в стране.
В дальнейшем вёл частную жизнь, выступал с воспоминаниями о своей работе на высших партийных и государственных должностях. Умер 1 февраля 2021 года в возрасте 93 лет.
Был наиболее долгоживущим из руководителей польского правительства.

## Награды
Эдвард Бабюх был награждён высшей наградой ПНР Орден Строителей Народной Польши в 1977 году, однако в 1982 году был лишён этого звания. Также у него имелись и другие польские награды: Орден «Знамя Труда» второй и первой степени, два Ордена Возрождения Польши, Крест Заслуги, медали. Был награждён португальским орденом Инфанта дона Энрике.

## Семья
Женой Эдварда Бабюха была профессор медицины по инфекционным заболеваниям Лидия Кристина Бабюх.